# 乳铁蛋白
乳铁蛋白（Lactoferrin，LF）又称乳运铁蛋白（Lactotransferrin，LTF），属于运铁蛋白的一种，为多功能球状醣蛋白，其分子量介于 76～80 kDa不等，广泛存在于各种分泌液中，如牛奶、唾液、眼淚和鼻涕。乳铁蛋白也存在于中期的嗜中性粒细胞中，并由一些腺泡细胞分泌。乳铁蛋白可以从牛奶中提取或利用重組DNA技术获得。人的初乳的乳铁蛋白浓度最高，其次是人类的乳汁，牛奶中浓度最低（150毫克/升）。
乳铁蛋白是人体免疫系统的组分之一，它具有抗菌活性（抗细菌剂，抗真菌剂），是先天防御的一部分，主要存在于粘膜中。乳铁蛋白保护婴儿使其免受细菌等病原侵害。 乳铁蛋白还相互DNA和RNA、 多糖和肝素之间相互作用 ，并在这些这些受体-配体复合物中表现出一定的生理功能。

## 历史
早在1939年就已经出现牛奶中含铁红蛋白發现的报道；然而，由于当时没有具备有效純化该蛋白质的方法，对于此蛋白性质的研究受到的限制。直到1960年左右才有比较详细的研究出现。研究中测定获取了乳铁蛋白的分子量，等电点，吸收光谱值，并且发现了每个蛋白质分子中有铁原子的存在。该乳铁蛋白从牛奶获得，含有铁元素，并具有类似与血清中运铁蛋白的结构和化学性质。尽管在一些早期的出版物使用过lactotransferrin这个名称，但在1961年被正式命名为乳铁蛋白。后来的研究还发现，蛋白质不仅限于牛奶。此外，在1961年，发现乳铁蛋白的抗菌作用与其结合铁的特性有关

## 结构与性质

### 分子结构
乳铁蛋白是一种运铁蛋白，化学式为：C3388H5307O1049N963S37Fe2（注：磷酸化乳铁蛋白分子式为C₃₃₈₈H₅₃₀₈O₁₀₅₂N₉₆₃S₃₇PFe₂，不含铁的乳铁蛋白apo-lactoferrin形式的分子式为：C₃₃₈₆H₅₃₀₅O₁₀₄₃N₉₆₃S₃₇），它参与铁元素的跨膜转运，控制血液中铁离子的平衡和分泌。它存在于人类和其他哺乳动物的奶汁、血浆和嗜中性粒细胞中，是哺乳动物的分泌物：如唾液、胆、泪水和胰腺，成分中主要蛋白质。乳汁的乳铁蛋白的浓度不同，从人的初乳中的7g/L到成熟乳中的1g/L。
X -射线衍射表明，乳铁蛋白是一个多肽链，此肽链包含约700个氨基酸和两个同源球状域：N-环和C-环。N-环对应于肽链中的第1-333个氨基酸残基，而C-环与第345-692个氨基酸残基对应，这两个域的两端由一段短链α-螺旋相连接。 每个环由两个子域（亚域）：N1、N2和C1、C2 组成，并包含一个铁结合位点和一个糖基化位点 。乳铁蛋白糖基化程度可能会有所不同，因此，乳铁蛋白的分子量介于 76～80 kDa不等。乳铁蛋白的稳定性与其糖基化程度成成相关关系。
乳铁蛋白属于碱性蛋白质，其等电点为8.7。它以两种形式存在：富含铁形式的holo-lactoferrin和不含铁形式的apo-lactoferrin。两者有不同的三级结构：apo-lactoferrin的特点是有一个“开放式”的N-环和一个“封闭式”的C-环，而holo-lactoferrin两个环都是“封闭式”的。
每个乳铁蛋白分子能可逆地结合两个铁，锌 ，铜或其它金属离子。两个结合位点分别位于两个蛋白球状域中。每个离子结合六个配体：四个来自肽链中的配体（ 2个酪氨酸残基、1个组氨酸残基和1个天冬氨酸残基）和2个碳酸根或碳酸氢根离子。
乳铁蛋白与铁元素形成红色的复合物; 其对铁的亲和力比运铁蛋白高出300倍。在弱酸性介质中的亲和力增加。当出现炎症时，这种特性有利于铁从运铁蛋白转移至乳铁蛋白中，因为炎症由于乳酸和其他有机酸的积累常常造成组织的pH值降低。人乳中乳铁蛋白的饱和铁浓度约为10％～30％（100％代表所有的乳铁蛋白分子中含有2个铁原子）。表明乳铁蛋白不仅涉及铁、锌和铜离子的转运，而且能够调节这些离子的吸收量。溶液中锌和铜离子的存在并不影响乳铁蛋白的铁结合能力，甚至可能增加。

### 聚合形式
乳铁蛋白在血浆和分泌液中存在不同的聚合物的形式：单体形式到四聚体形式。乳铁蛋白更倾向于以聚合物的形式存在于体内外，特别是当浓度很高时。 研究发现，在生理条件下是四聚体是乳铁蛋白的主要存在形式。 
乳铁蛋白的低聚合形态主要取决于蛋白质的浓度，而多聚合形态的形成则强烈受到 Ca2+的影响。Ca2+存在时， 当浓度为 10−10~10−11M 时，乳铁蛋白主要以单体形式存在；而但浓度提高到 10−9~−10M 后，单体会转化成为四聚体形式。一般血液中乳铁蛋白的浓度都处于单体和四聚体过渡浓度之间，因此乳铁蛋白在血液中存在单体和四聚体的聚合态。乳铁蛋白的许多功能特性取决于其寡聚态形式。比如，乳铁蛋白单体可以紧密地结合DNA,而四聚体形态却没有这样的特性。

## 生物功能
乳铁蛋白属于先天免疫系统的成分物质。除了能够结合和运输铁离子的主要功能外，乳铁蛋白还具有抗菌，抗病毒，抗寄生虫，催化，防癌抗癌，抗过敏和辐射防护的功能和属性。.

### 抗菌活性
目前对乳铁蛋白抗菌活性的研究最深入：它能够结合铁元素，从而能够减少了细菌对铁这种必需元素的吸收，影响细菌的生长。对抗菌作用的另一种作用机制与微生物细胞表面受体有关。乳铁蛋白结合到细菌壁的脂多糖上，其氧化型铁离子能够通过形成过氧化物将细菌氧化。这会影响细胞膜的通透性并导致细胞（ 裂解 ）。
虽然乳铁蛋白还具有其他与铁元素无关的抗菌机制，比如刺激增强免疫吞噬作用， 上文所述外的细菌膜的相互作用是最主要最热门的研究方向。乳铁蛋白，不仅破坏了膜，甚至渗透进入细胞。乳铁蛋白能够结合到细菌壁上，与其分子特定的肽段：乳铁蛋白肽相关。此肽段位于乳铁蛋白的N-环端，并经由一些蛋白酶,如胰蛋白酶，在体外降解乳铁蛋白N端产生。相关研究表明，乳铁蛋白能够瞄准 H(+ )-ATP酶并干扰胞膜上的质子传递 ，从而对微生物形成致命的威胁.

### 抗病毒活性
乳铁蛋白是一种基于DNA/RNA的人类和动物病毒的体外型广谱抗病毒物质。可抵抗：I型和II型单纯疱疹病毒,巨细胞病毒,]人类免疫性缺陷病毒,丙肝炎病毒汉坦病毒 , 轮状病毒, I型脊髓灰质炎病毒,人类呼吸道合胞病毒和鼠白血病病毒 。
乳铁蛋白的抗病毒活性研究得最多的机制是它能够阻挡病毒粒子进入靶细胞。许多病毒往往结合到靶细胞膜的脂蛋白上，然后再侵入细胞内。 乳铁蛋白结合，从而击退病毒粒子相同脂蛋白。无铁型乳铁蛋白 apo-lactoferrin 在这方面的效力高于富铁型 holo-lactoferrin。另外具有抗(细)菌活力的乳铁蛋白肽并没有抗病毒的特性。
除了与细胞壁的相互作用，乳铁蛋白也能直接与病毒粒结合， 如肝炎病毒。这种抗病毒机制同样在另一种类型细胞中抵抗轮状病毒 valaviruses时得到验证。
乳铁蛋白也抑制病毒在胞内复制。 另外，一些间接的抗病毒方式：增加自然杀伤性细胞、粒性白细胞和巨噬细胞的活力/数量，在病毒感染前期发挥关键作用，如急性呼吸系统综合症（SARS）， 

### 抗真菌活性
乳铁蛋白与乳铁蛋白肽能够抑制须癣毛癣菌，而须癣毛癣菌是多种皮肤病，如皮肤癣的病原真菌。乳铁蛋白还能够杀灭 白色念珠菌candida albicans –– 一种引起人类条件性口腔、生殖道感染的二倍体 型 真菌 (酵母的一种形态)。多年来氟康唑 一直用于杀灭 白色念珠菌 , 由此此真菌也对氟康唑产生了 抗药性。然而,若将乳铁蛋白与氟康唑联合使用（先用乳铁蛋白后氟康唑按顺序与念珠菌共孵化）,将一样能够杀灭已具有抗药性的念珠菌, 比如: C. glabrata, C. krusei, C. parapsilosis and C. tropicalis 以及 C. albicans(白色念珠菌)。此外,发现 乳铁蛋白肽的抗真菌活力要比乳铁蛋白高。特别是合成性肽(synthetic peptide) 1-11 乳铁蛋白肽比自然的乳铁蛋白(native lactoferricin)显示出更大的抗真菌活力。  
采用饮用水给药的方法(在饮用水中加入乳铁蛋白)给患有 口腔溃疡 且免疫低下的小鼠摄入乳铁蛋白，发现实验组口腔中白色念珠菌的数量与其舌头上的受损区面积都减少了。另外一些口腔服药形式的动物显示出在近 消化道 区域致病菌的数量也在减少。一种混合了乳铁蛋白、溶菌酶与 introakonazol 的药物，也能够完全清除 HIV(人类免疫性缺陷病毒)感染者体内的白色念珠菌(HIV感染者体内的念珠菌对其他抗真菌药物具有抗药性)。而其他非抗真菌类药物抗菌能力的低效正表明出乳铁蛋白能消灭真菌的性质。 相比与抗细菌与抗病毒机制，对乳铁蛋白抗真菌的机制还相知甚少。一般认为乳铁蛋白能够破坏白色念珠菌的细胞壁并结合到细胞膜上起抗真菌作用。

### 与核酸交互
乳铁蛋白能与核酸结合. 从牛奶中分离出来的乳铁蛋白中，包含有3.3%的 RNA.
另外, 乳铁蛋白更倾向于结合双链 DNA, 这个性质有助于用 亲和色谱法 分离并纯化乳铁蛋白. 只要在色谱柱上固定含DNA的 吸附剂 , 例如固定有单链DNA的 琼脂糖 色谱柱, 就能够达到分离纯化的效果.

### 催化酶活力
乳铁蛋白能水解 RNA, 是一种外分泌型 核糖核酸酶(RNase), 它能够特异性地水解RNA上的 嘧啶 位点. 在小鼠体内, 人乳 核糖核酸酶(Milk RNase) 抑制致 乳癌 的 反转录病毒 的复制.在印度西部的帕西(Parsi)地区，这里妇女乳腺中 核糖核酸酶  含量显著低于其他地区, 这个群体中 乳癌 患病率高达平均水平的3倍多.因此, 人乳 核糖核酸酶, 特别是乳铁蛋白, 在抑制反转录型致病病毒方面具有重要作用.

## 基因序列
目前, 在11种哺乳动物中, 至少发现了60种乳铁蛋白的基因序列.许多动物的乳铁蛋白 终止密码子为TAA,而小鼠为TGA. 终止密码子的丢失 、 插入与突变影响乳铁蛋白编码区序列长度: 其长度在2,055bp到2,190bp之间变化。物种种间的乳铁蛋白 基因多态性 的多样性比种内丰富。氨基酸序列在不同物种间也表现出了差异: 智人的 8th AA (第8号氨基酸), 小鼠 与 Capra hircus 的 6th AA, Bos taurus 的 10th AA 以及 Sus scrofa 的 20th AA。氨基酸序列的多样性可能预示着不同乳铁蛋白间具有功能上的差别。
人类乳铁蛋白基因 LTF 位于3号 染色体 的3q21-q23位点上. 牛乳铁蛋白基因 编码区 含有17个 外显子, 其长度约 34,500bp. 牛的外显子与其他家族的 运铁蛋白 基因外显子长度相似， 而 内含子 长度却不同. 相似的外显子长度与蛋白质功能片段域(the domains of the protein molecule)分布, 预示着乳铁蛋白基因的进化有可能源自于复制(duplication).  研究乳铁蛋白 编码区 基因多态性 有助于选择能够免疫 乳腺炎 的牛幼仔.

## 乳铁蛋白受体
乳铁蛋白受体在乳铁蛋白内化方面有重要作用, 受体还能增强乳铁蛋白吸收铁离子的能力。随着年龄增长,受体基因的表达 在 十二指肠中减增加,而空肠 (jejunum)中减少.

## 囊状纤维症
人的肺脏与唾液中都含有大量的抗菌混合物。其中包括乳过氧化物酶系统(lactoperoxidase system),并产生乳铁蛋白与 Hypothiocyanite(囊状纤维症患者缺失的物质).乳铁蛋白能够阻止细菌形成生物膜。而如若乳铁蛋白活力下降,将导致抗菌能力下降而微生物生物膜的合成量将增加，这种状况出现在囊状纤维症病人身上。这些发现展示了乳铁蛋白在人体免疫,特别是肺脏部位,抗菌方面的重要作用。
乳铁蛋白 with hypothiocyanite已经被欧洲药品管理局(EMEA)与美国食品药品管理局(FDA)评证为孤儿药品。